# Nationaal Stadion (Sierra Leone)
Het Freetown Nationaal Stadion is een multifunctioneel stadion in de hoofdstad van Sierra Leone, Freetown. Dit stadion wordt vooral gebruikt voor voetbalwedstrijden, maar heeft ook faciliteiten voor atletiekwedstrijden. Het is het grootste stadion van Sierra Leone met 36.000 toeschouwers die hier plaats kunnen nemen. Het Sierra Leoons voetbalelftal speelt in dit stadion haar internationale thuiswedstrijden. Ook verschillende clubs (East End Lions, Mighty Blackpool, Ports Authority en Kallon FC) die uitkomen in de Sierra Leone National Premier League spelen hier de thuiswedstrijden. Ook kunnen in het stadion politieke, culturele of religieuze evenementen worden georganiseerd.

## Geschiedenis
Op de plek waar dit stadion gebouwd is stond eerst een andere stadion met de naam Reckrie. Dat stadion is volledig afgebroken, eind jaren 70 om een nieuw stadion te kunnen. Dat stadion werd in 1980 geopend onder de naam Siaka Steven Stadion. Vernoemd naar Siaka Stevens, die was van 1967 tot 1985 de derde minister-president van Sierra Leone. In 1992 werd de naam veranderd na een coup van de NPRC Junta